# 15 Delphini
15 Delphini (15 Del) es una estrella en la constelación del Delfín.
De magnitud aparente +6,01, se encuentra a 96 años luz del sistema solar.
15 Delphini es una estrella blanco-amarilla de la secuencia principal de tipo espectral F5V.
Tiene una temperatura efectiva de 6424 ± 32 K y es 2,8 veces más luminosa que el Sol.
Su radio es aproximadamente un 30% más grande que el del Sol, rotando con una velocidad de rotación proyectada —límite inferior de la misma— de 7 km/s.
Con una masa de 1,14 masas solares, su edad estimada es de 3100 millones de años.
15 Delphini evidencia un contenido metálico inferior al solar, siendo su índice de metalicidad [Fe/H] = -0,31.
La abundancia de diversos elementos evaluados muestra cierta dispersión en relación con el contenido de hierro; el aluminio, por ejemplo, es todavía más escaso ([Al/Fe] = -0,13), pero el nivel de oxígeno no es tan distinto del solar.
De acuerdo al Bright Star Catalogue, 15 Delphini puede tener dos compañeras estelares.
La primera de ellas, visualmente a unos 60 segundos de arco, tiene magnitud 14,1, mientras que la segunda, a 108 segundos de arco, tiene magnitud 11,2.